# La Nouvelle Guerre des boutons
Pour les articles homonymes, voir La Guerre des boutons.
Série La Guerre des boutons
La Guerre des boutons, ça recommence
(1994)
Série La Guerre des boutons
La Guerre des boutons
(2011)
Pour plus de détails, voir Fiche technique et Distribution.
La Nouvelle Guerre des boutons est un film français réalisé par Christophe Barratier, sorti le 21 septembre 2011.
Il s'agit de la cinquième adaptation cinématographique du roman de Louis Pergaud, sortie en France seulement une semaine après celle de Yann Samuell.

## Synopsis
Au printemps 1944, alors que la Seconde Guerre mondiale fait déjà rage, une autre « guerre » sévit entre deux clans d'enfants des villages de Longeverne et Velrans (noms fictifs), en Haute-Loire. L'enjeu est d'obtenir le plus grand nombre de boutons possible de l'autre camp. En marge des hostilités, Violette, une jeune fille juive, est protégée par la mercière du village à la demande de ses parents déportés. Mystérieuse sur ses origines, la jeune fille ne tarde pas à être démasquée. Lebrac, le chef des Longeverne, tombe amoureux de Violette.

## Fiche technique
- Titre français et québécois : La Nouvelle Guerre des boutons[1]
- Réalisation : Christophe Barratier
- Scénario : Stéphane Keller, Christophe Barratier et Thomas Langmann
  - Adaptation : Stéphane Keller, Christophe Barratier et Philippe Lopes-Curval d'après le roman de Louis Pergaud publié en 1912
- Musique : Philippe Rombi
- Décors : François Emmanuelli
- Costumes : Jean-Daniel Vuillermoz
- Photographie : Jean Poisson
- Son : Daniel Sobrino, Olivier Walczak, Edouard Morin
- Montage : Anne-Sophie Bion et Yves Deschamps
- Production : Thomas Langmann

Production déléguée : Daniel Delume
Production associée : Emmanuel Montamat
- Sociétés de production[2] : La Petite Reine, TF1 Films Production, Studio 37, Mars Films et Logline Studios,
  - avec la participation de Canal+ et Ciné+
- Sociétés de distribution : Mars Films
- Budget : 14 932 668 €[3]
- Pays d'origine :  France
- Langue originale : français
- Format[4] : couleur - 35 mm - 2,35:1 (Cinémascope) - son DTS | Dolby Digital
- Genre : comédie, aventures
- Durée : 100 minutes
- Dates de sortie[5] :
  - France, Suisse romande : 21 septembre 2011[6]
  - Belgique : 28 septembre 2011 (sortie nationale)[7] ; 2 octobre 2012 (Festival international du film francophone de Namur)
- Classification[8] :
  - France : tous publics (conseillé à partir de 8 ans)[9],[10]
  - Belgique : tous publics (Alle Leeftijden)[7]
  - Québec : en attente de classement[1]
  - Suisse romande : interdit aux moins de 10 ans[11]

## Distribution
- Jean Texier : Lebrac
- Ilona Bachelier : Violette/Myriam
- Clément Godefroy : P'tit Gibus
- Théophile Baquet : Grand Gibus
- Louis Dussol : Bacaillé
- Harold Werner : la Crique
- Nathan Parent : Camus
- Thomas Goldberg : l'Aztec
- Laetitia Casta : Simone
- Guillaume Canet : l'Instituteur
- Kad Merad : le père Lebrac
- Gérard Jugnot : le père de l'Aztec
- Marie Bunel : la mère Lebrac
- François Morel : le père Bacaillé
- Grégory Gatignol : Brochard (le milicien)
- Anthony Decadi : Chazal
- Éric Naggar : le conservateur du musée
- Thierry Nenez : le joueur de cartes
- Thierry Liagre : le cafetier
- Anne Gaydier : la mère de l'Aztec
- Vincent Bowen : le prisonnier
- Philippe Jeancoux : le résistant
- Nicolas Clauzel : le deuxième milicien
- Jean-Michel Coulon : le résistant arrêté
- Elise Le Stume : la femme arrêtée
- Sébastien Saint-Martin : le deuxième résistant
- Oliver Papot : le troisième milicien
- Eva Sciauvaud : une amie de Violette
- Lucie Geneste : deuxième amie de Violette
- Lou Geneste Benac : la fille du paysan
- Théo Geneste : le fournisseur de selle du cheval de l’ami de Violette

## Production

### Tournage
Le tournage du film a eu lieu de mi-juin à début d'août 2011 en : 
- Haute-Loire : Blesle, Lavaudieu et Lavoûte-Chilhac
- Cantal  : Chalinargues (certaines scènes se déroulant à l'école), Saint-Poncy (batailles en forêt et au bord de l'étang, maison de Lebrac)
- Haute-Vienne : Dournazac (pour certaines scènes en forêt).
- Puy-de-Dôme : Boudes (certaines scènes de nuit au début du film) .

## Accueil

### Box-office
| En 2011, semaine du          | France       | France  | France    |
| En 2011, semaine du          | Place hebdo. | Entrées | Cumul     |
| ---------------------------- | ------------ | ------- | --------- |
| 21 septembre au 27 septembre | 1er          | 521 424 | 521 424   |
| 28 septembre au 4 octobre    | 1er          | 298 622 | 820 046   |
| 5 octobre au 11 octobre      | 3e           | 285 879 | 1 105 925 |
| 12 octobre au 18 octobre     | 7e           | 144 654 | 1 250 579 |
| 19 octobre au 25 octobre     | 9e           | 150 530 | 1 401 109 |
| 26 octobre au 1er novembre   | 15e          | 105 365 | 1 506 474 |
| 2 novembre au 8 novembre     | 19e          | 21 877  | 1 528 351 |

Dans un duel très attendu avec l'autre version de la Guerre des Boutons sortie une semaine plus tôt, la version de Christophe Barratier réalise un score légèrement supérieur avec un cumul de 1 528 351 spectateurs contre 1 425 926 spectateurs pour la version réalisée par Yann Samuell.
À sa sortie, le film de Barratier se classe deux semaines durant en première position du box office français entre le 21 septembre et le 4 octobre 2011.
France incluse, le film rassemble 1 781 135 spectateurs en Europe.

## Distinctions
Entre 2011 et 2012, La Nouvelle Guerre des boutons a été sélectionné 10 fois dans diverses catégories et a remporté 2 récompenses,.

### Récompenses
- Festival international Buster du film pour enfants (Buster International Children's Film Festival) 2012 :
  - Prix Buster du meilleur film pour enfants de la Fondation Nordisk Film décerné à Christophe Barratier.
- Gérard du cinéma 2012 : Gérard du film décerné à Christophe Barratier.

### Nominations
- Festival du film français d'Helvétie 2011 : Journée blanche pour Christophe Barratier.
- COLCOA Film Festival 2012 :
  - Prix spécial de la critique pour Christophe Barratier,
  - Mention spéciale du public pour Christophe Barratier,
  - Mention spéciale pour Christophe Barratier.
- Festival de l'Audiovision Valentin Haüy 2012 : Christophe Barratier.
- Festival international du film de Palm Springs 2012 : Meilleur long métrage narratif pour Christophe Barratier.
- Trophées du Film français 2012 : Trophée du public (élu par les internautes des sites du groupe TF1) pour Christophe Barratier.

### Sélections
- De la page à l'image - Festival du film du Croisic 2011 : Longs métrages - Hors-compétition pour Christophe Barratier.

## Autour du film
- Domaine public :
  - Cinquième adaptation du roman de Pergaud, le film sort une semaine seulement après La Guerre des boutons de Yann Samuell. Ces deux sorties de 2011, coïncident avec le fait que le roman La Guerre des boutons de Louis Pergaud paru en 1912, tombe dans le domaine public[16] ;
  - Différents médias ont expliqué pourquoi cette année-là (2011), les droits patrimoniaux des œuvres de Louis Pergaud, n'étaient plus soumis aux droits d'auteur[17],[18] ;
  - La célèbre réplique « Si j'aurais su, j'aurais pas venu » vient du film d'Yves Robert de 1962 (et non du roman de Louis Pergaud de 1912) ; elle est donc soumise aux droits d'auteur. Les sociétés de production des deux films, ont essayé d'acheter aux ayants-droit d'Yves Robert cette réplique, sans succès[19] ;
  - Selon L'Obs, dès que le producteur Thomas Langmann apprit que La Guerre des boutons de Louis Pergaud tombait dans le domaine public, il « commanda à toute vitesse un scénario », puis remporta « in extremis les financements de Canal+ » dans le but « pulvériser le projet concurrent » (La Guerre des boutons de Yann Samuell)[20].
- Grégory Gatignol, qui interprétait Pascal Mondain (le dur du collège) dans Les Choristes de Christophe Barratier, tient ici le rôle d'un milicien. Kad Merad et Gérard Jugnot ont également participé aux Choristes, de même que Marie Bunel.
- La proximité des dates de lancement entre La Guerre des boutons et La Nouvelle Guerre des boutons a provoqué une course au box-office suivie de près par les exploitants de salles[21].
- Le film fut récompensé du Gérard du plus mauvais film en 2012, ex æquo avec La Guerre des boutons de Yann Samuell.

#### Cinéma
Autres adaptations du roman de Louis Pergaud :
- La Guerre des gosses, film de Jacques Daroy et Eugène Deslaw en 1936.
- La Guerre des boutons, de Yves Robert en 1962.
- La guerre des boutons, ça recommence, film britannique de John Roberts en 1994, qui se déroule en Irlande.
- La Guerre des boutons, de Yann Samuell en 2011 également.